# Kadeux
Kadeux est un artiste chanteur tchadien né le 22 Août 2003 à Koundoul. De son nom complet  Kamal Borgoto, il est aussi auteur. 

## Biographie

### Enfance et débuts
Kadeux est le benjamin d'une famille monoparentale, pur produit des quartiers populaires de N'Djamena, où il a grandi. Dans son style musical, il réunit le Tchad avec des dialectes locales qu’il utilise comme une force de poing afin de mieux transmettre le message et garder l’originalité. C’est dans le groupe Hybrides, dont il est l’un des fondateurs en 2020 que Kadeux fait un exploit aux yeux de ses confrères.

### Carrière musicale
Kadeux a d'abord fait parler de lui grâce à son titre Ayé han sorti le 3 juin dernier et popularisé grâce à Tiktok. En septembre 2023, il dévoile Biney, une chanson qui raconte une histoire d'amour entre deux jeunes et met en lumière le quotidien de la société tchadienne,.
Il participe en novembre 2023 à Abidjan à l'émission Willy à midi de Willy Dumbo sur Life Tv.
En décembre 2023, il se voit décerner lors de la DTV Musique Award le prix de la meilleure chanson de l'année avec son titre Ayé han ainsi que le prix de la meilleure révélation masculine de l'année 2023.
En avril 2024, il participe à la 12e édition du Festival International de Musique Afrobeat de Ouagadougou au Burkina Faso.
Le 28 avril 2024, il donne un concert à l'Institut Français du Tchad.
En avril 2024, il célèbre la diversité et l'énergie de la jeunesse tchadienne en dévoilant son titre  samé samé

## Discographie

### Singles
- 2023: Ayé han
- 2023: Biney
- 2024: Samé Samé

## Prix et distinctions
- Lauréat du prix DTV Musique Award 2023: Révélation de l'année
- Lauréat du prix DTV Musique Award 2023: Meilleure chanson de l'année